# Calobata
Calobata is een geslacht uit de familie van de spillebeenvliegen (Micropezidae).

## Soorten
- Calobata petronella (Linnaeus, 1761)